# Maya Arriz Tamza
Maya Arriz Tamza es el seudónimo de Saoud Bousselmania (27 de octubre de 1957) un escritor argelino.

## Biografía
Nace en la región Aures de Argelia y se mudó a Marsella en 1963. Es cofundador del Théâtre des Sept Chandelles en Maubourguet.

## Obra[2]
- Lune et Orian, cuento oriental (1987)
- Ombres, novela (1989)
- Quelque Part en Barbarie, novela (1993)
- Le Soupire de Maure (El suspiro del Páramo) teatro (2001)
- Les sept perles du sou, novela (2009)